# Simone Signoret
Henriette Charlotte Simone Signoret (IPA: /simɔn siɲɔˈʁɛ/), ursprungligen Kaminker, född 25 mars 1921 i Wiesbaden, Tyskland, död 30 september 1985 i Autheuil-Authouillet, Eure, var en fransk skådespelare och författare.

## Biografi
Simone Signorets föräldrar var av fransk nationalitet och hon växte upp i Paris. År 1940, vid Frankrikes fall under andra världskriget, flydde hennes judiske far till England för att ansluta sig till Fria franska styrkorna under Charles de Gaulle. familjen flyttade då till Bretagne och Simone tvingades hoppa av skolan och hjälpa till att försörja sin mor och två bröder. Från 1941 började hon få mindre roller i en rad filmer i Paris, parallellt med sitt arbete som maskinskriverska. Hon började vid denna tid använda moderns flicknamn, Signoret, som sitt artistnamn.
Signoret fick sitt genombrott i Frankrike med sin roll i filmen Hotellvärdinnan (1946), och specialiserade sig därefter på roller som prostituerade och trånande kvinnor. Hon utvecklades till en distingerad skådespelerska i intelligenta roller och blev så småningom en internationell stjärna. Vid filmfestivalen i Cannes 1959 belönades hon med priset för Bästa kvinnliga skådespelare för sin roll i filmen Plats på toppen (1959) och vid Oscarsgalan 1960 belönades hon med en Oscar för bästa kvinnliga huvudroll för samma insats. Sångerskan Nina Simone tog sitt efternamn med inspiration från Signoret efter att ha sett filmen Möte under stjärnorna (1951).
1975 utgav hon sin självbiografi, La nostalgie n'est plus ce qu'elle était (på svenska Längtan är inte längre vad den varit, 1981). Hon författade även en memoarbok, Le lendemain, elle était souriante… (1979), och en roman, Adieu Volodia (1985).  
Simone Signoret var gift med regissören Yves Allégret 1944–1949 och med skådespelaren och sångaren Yves Montand från 1951 till sin död 1985. Hon ligger begravd intill Montand på Père Lachaise-kyrkogården i Paris.

## Filmografi (urval)
- 1944 – Fnurra på tråden (Service de nuit)
- 1946 – Hotellvärdinnan (Macadam)
- 1947 – Glädjehuset (Dédée d'Anvers)
- 1948 – Under jorden (Against the Wind)
- 1949 – Manege (Manéges)
- 1950 – Kärlekens hus (La Ronde)
- 1951 – Möte under stjärnorna (Casque d'or)
- 1953 – Brottslig kärlek (Thérèse Raquin)
- 1954 – De djävulska (Les Diaboliques)
- 1956 – Djungelmorden (La Mort dans ce jardin)
- 1957 – Häxdansen (Les Sorcières de Salem)
- 1959 – Plats på toppen (Room at the Top)
- 1962 – Barabbas (Barabba)
- 1962 – Otillbörligt närmande (Term of Trial)
- 1965 – Narrskeppet (Ship of Fools)
- 1965 – Dödens kupé (Compartiment tueurs)
- 1965 – Brinner Paris? (Paris brûle-t-il?)
- 1966 – Spionen måste dö (The Deadly Affair)
- 1967 – Den djävulska trion (Games)
- 1968 – Måsen (The Sea Gull)
- 1969 – Skuggornas armé (L'Armée des ombres)
- 1970 – Bekännelsen (L'aveu)
- 1971 – Katten (Le Chat)
- 1971 – Huset på andra sidan (La Veuve Couderc)
- 1973 – Kvinnan i snön (Les Granges brulées)
- 1975 – Jagande skräck (La Chair de l'orchidée)
- 1976 – Polisrevolver 357 (Police Python 357)
- 1977 – Madame Rosa (La Vie devant soi)
- 1982 – Guy de Maupassant
- 1983 – Thérèse Humbert (TV-film)
- 1985 – Music Hall (TV-film)